# 会盟
会盟（かいめい）は、覇者が諸侯を集めて、盟約を結ぶこと。中国、春秋時代におこなわれた。山西省侯馬から発見された侯馬盟書が有名である。
会盟のおりに諸侯は牲畜の耳から採った血を互いに飲み下して盟約を守ることを誓うのが慣わしであった。特に牛が牲畜の中で最も尊ばれていたため、牛耳を執る（牛耳る）という言葉の語源になったと言われる。